# 34-та піхотна дивізія (Третій Рейх)
34-та піхотна дивізія (Третій Рейх) (нім. 34. Infanterie-Division) — піхотна дивізія Вермахту за часів Другої світової війни.

## Історія
34-та піхотна дивізія була створена 1 квітня 1936 в Кобленці в XII-му військовому окрузі (нім. Wehrkreis XII).

## Райони бойових дій
- Німеччина (Лінія Зігфрида) (квітень 1936 — травень 1940);
- Люксембург, Франція (травень 1940 — травень 1941);
- Генеральна губернія (травень — червень 1941);
- СРСР (центральний напрямок) (червень 1941 — січень 1943);
- СРСР (південний напрямок) (лютий 1943 — квітень 1944);
- Румунія (квітень — травень 1944);
- Італія (травень 1944 — квітень 1945).

## Командування

### Командири
- генерал-лейтенант Еріх Людке (нім. Erich Lüdke) (1 квітня 1936 — 1 жовтня 1937);
- генерал-майор, з 1 січня 1938 генерал-лейтенант Макс фон Фібан (нім. Max von Viebahn) (1 жовтня 1937 — 1 березня 1938);
- генерал-майор, з 1 жовтня 1938 генерал-лейтенант Фрідріх Бремер (нім. Friedrich Bremer) (1 березня 1938 — 19 липня 1939);
- генерал-майор, з 1 лютого 1940 генерал-лейтенант Ганс Белендорфф (нім. Hans Behlendorff) (19 липня 1939 — 11 травня 1940, поранений у бою);
- генерал-майор Вернер Занне (нім. Werner Sanne) (11 травня — 1 листопада 1940);
- генерал-лейтенант Ганс Белендорфф (1 листопада 1940 — 18 жовтня 1941);
- генерал-лейтенант Фрідріх Фюрст (нім. Friedrich Fürst) (18 жовтня 1941 — 5 вересня 1942);
- генерал-майор, з 1 листопада 1942 генерал-лейтенант Теодор Шерер (нім. Theodor Scherer) (5 вересня — 2 листопада 1942);
- генерал-майор, з 1 січня 1943 генерал-лейтенант Фрідріх Гохбаум (нім. Friedrich Hochbaum) (2 листопада 1942 — 31 травня 1944);
- генерал-лейтенант Теобальд Ліб (нім. Theobald Lieb) (31 травня 1944 — ? 1945);
- оберст Фердинанд Гіппель (нім. Ferdinand Hippel) (? 1945).

## Нагороджені дивізії
Нагороджені Сертифікатом Пошани Головнокомандувача Сухопутних військ для військових формувань Вермахту за збитий літак противника
- 10 грудня 1941 — 12-та рота 107-го піхотного полку за дії 3 жовтня 1941 (45);
- 10 грудня 1941 — 8-ма рота 107-го піхотного полку за дії 3 жовтня 1941 (46);
- 10 грудня 1941 — 2-й батальйон 253-го піхотного полку за дії 21 жовтня 1941 (47);
- 16 серпня 1943 — 5-та рота 253-го гренадерського полку за дії 20 лютого 1943 (348/349),[1];
- 14 жовтня 1943 — 34-й протитанковий дивізіон за дії 6 травня 1943 (380);
- 14 жовтня 1943 — 5-та рота 80-го гренадерського полку за дії 4 червня 1943 (397);
- 1 листопада 1943 — 80-й гренадерський полк за дії 1 червня 1943 (418);

Нагороджені дивізії
|  | Кавалери Нагрудного знаку ближнього бою в золоті                                                           | 4                                                        |
|  | Кавалери Золотого Німецького Хреста                                                                        | 77                                                       |
|  | Кавалери Срібного Німецького Хреста                                                                        | 1                                                        |
|  | Кавалери Лицарського хреста Залізного хреста з Дубовим листям                                              | 1 (№ 486 генерал-лейтенант Фрідріх Гохбаум — 04.06.1944) |
|  | Кавалери Лицарського хреста Залізного хреста                                                               | 17                                                       |
|  | Кавалери Почесної відзнаки Сухопутних військ «Почесна застібка на орденську стрічку для Сухопутних військ» | 29                                                       |

- Нагороджені Сертифікатом Пошани Головнокомандувача Сухопутних військ (14)
- Нагороджені Сертифікатом Пошани Головнокомандувача Сухопутних військ за збитий літак противника (2)